# Distretto di Baghdad
Il distretto di Baghdad (usbeco Bag`dod) è uno dei 15 distretti della Regione di Fergana, in Uzbekistan. Il capoluogo è Baghdad.